# Josef Fuchs (Theologe)
Josef Fuchs SJ (* 5. Juli 1912 in Bergisch Gladbach; † 9. März 2005 in Köln) war ein katholischer Theologe und Jesuit.

## Leben, Leistungen, Werk und Gedenken
Josef Fuchs machte sein Abitur am staatlichen humanistischen Gymnasium in Köln-Mülheim. Anschließend studierte er Theologie am Priesterseminar Köln, an der Universität Bonn und am Pontificium Collegium Germanicum et Hungaricum de Urbe in Rom. Am 31. Oktober 1937 wurde er zum Priester geweiht.
Josef Fuchs trat am 20. September 1938 in Hochelten in den Jesuitenorden ein.
Ab 1940 studierte er in Valkenburg, mit einem besonderen Interesse für Moraltheologie und Dogmatik. 1945 wurde er zum Pfarrvikar in Hemsen (Emsland) bestellt und war Dozent am Seminar in Osnabrück. 1946 wurde er von der Westfälische Wilhelms-Universität mit einer Dissertation zur Debatte über das kirchliche Lehramt im 19. Jahrhundert zum Dr. theol. promoviert.
Ab 1950 lehrte Fuchs an der Philosophisch-Theologischen Hochschule Sankt Georgen. Von 1954 an lehrte er als Professor für Moraltheologie an der Gregoriana in Rom. Von 1964 bis 1966 war er Mitglied der von Papst Paul VI. eingesetzten päpstlichen Studienkommission zu Fragen der Bevölkerungspolitik und der Geburtenkontrolle. Ab 1965 war er Qualifikator und Peritus der Kongregation für die Glaubenslehre und ab 1968 in der Kongregation für die katholische Bildung.
1982 gab Fuchs sein Amt als Professor auf, veröffentlichte jedoch weiterhin zu ethischen Fragen. Seine Bücher wurden in mehrere Sprachen übersetzt (unter anderem ins Englische, Französische, Italienische, Polnische und Spanische). Eines seiner großen Anliegen war die Erneuerung der Moraltheologie aus dem Geiste des Zweiten Vatikanischen Konzil. Die ihm gewidmete Festschrift zu seinem 65. Geburtstag 1977 zeigt, wie sehr sein Einsatz dafür die folgende Generation der Moraltheologen inspiriert hatte.
1997 zog Josef Fuchs in das Haus Sentmaring, ein Kloster und Altenheim der Jesuiten in Münster.
Josef Fuchs starb 2005 im Alter von 92 Jahren und wurde auf dem Kölner Melaten-Friedhof in der Gemeinschaftsgrabstätte der Jesuiten (Flur 30) bestattet.

## Auszeichnungen
- 1973: Verdienstkreuz erster Klasse
- 1983: Großes Bundesverdienstkreuz

## Schriften
- Vom Wesen der kirchlichen Lehrgewalt. Eine Kontroverse des 19. Jahrhunderts. Historische Beiträge und systematischer Versuch, Diss., Münster 1946.
- Die Sexualethik des heiligen Thomas von Aquin. Bachem, Köln 1949.
- Situation und Entscheidung. Grundfragen christlicher. Situationsethik. Josef Knecht Verlag, Frankfurt am Main 1952.
- Lex naturae. Zur Theologie des Naturrechts. Patmos-Verlag, Düsseldorf 1955.
- Theologia moralis generalis. 5 Bände, Pontificia Universitas Gregoriana, 1960–1970.
- Iura Hominis: Commentarium in Ioannis XXIII litteras encyclicas „Pacem in terris“. In: Periodica de re morali, canonica, liturgica, Jg. 55 (1964), S. 8–30.
- Natural Law. A theological investigation. Sheed and Ward, New York 1965.
- De libertate religiosa et de libertate religionis Christi. Editrice Pontificia Universitas Gregoriana, Rom 1966.
- Theologia moralis perficienda votum Concilii Vaticani 2. In: Periodica de re morali, canonica, liturgica, Jg. 55 (1966), S. 500–548.
- Moral und Moraltheologie nach dem Konzil. Herder, Freiburg 1967.
- Esiste una morale cristiana? Questioni critiche in un tempo di secolarizzazione Morcelliana, Brescia 1970.
- Human values and christian morality. Gill and Macmillan, London 1970.
- als Herausgeber: Das Gewissen. Vorgegebene Norm verantwortlichen Handelns oder Produkt gesellschaftlicher Zwange? Patmos Verlag, Düsseldorf 1979, ISBN 3-491-77509-4.
- Personal responsibility and christian morality. Georgetown University Press, Washington, DC 1983.
- Etica cristiana in una società secolarizzata. P. Marietti, Rom 1984; Neuausgabe: Piemme, Casale Monferrato 1989, ISBN 88-384-2203-6.
- Für eine menschliche Moral. Grundfragen der theologischen Ethik. Universitätsverlag, Freiburg im Üechtland / Verlag Herder, Freiburg im Breisgau, 4 Bände, 1988–1997.
  - Band 1: Normative Grundlegung. 1988, ISBN 3-7278-0589-7 (Universitätsverlag) und ISBN 3-451-21369-9 (Herder).
  - Band 2: Ethische Konkretisierungen. 1989, ISBN 3-7278-0648-6 (Universitätsverlag) und ISBN 3-451-21619-1 (Herder).
  - Band 3: Die Spannung zwischen objektiver und subjektiver Moral. 1991, ISBN 3-7278-0765-2 (Universitätsverlag) und ISBN 3-451-22482-8 (Herder).
  - Band 4: Auf der Suche nach der sittlichen Wahrheit. 1997, ISBN 3-7278-1071-8 (Universitätsverlag) und ISBN 3-451-26210-X (Herder).
- Il Verbo si fa carne. Teologia morale. Piemme, Casale Monferrato 1989, ISBN 88-384-1331-2.
- Das „Evangelium vom Leben“ und die „Kultur des Todes“. Zur Enzyklika „Evangelium vitae“. In: Stimmen der Zeit, Bd. 213 (1995), S. 579–592.
- Ricercando la verità morale. San Paolo, Cinisello Balsamo 1996, ISBN 88-215-3285-2.
- Moraltheologie und Dogmatik. In: Paul Gilbert (Hrsg.): La Pontificia università gregoriana ieri ed oggi. Editore Apostolato della Preghiera (AdP), Rom 2006, ISBN 88-7357-411-4, S. 227–257.